# اتریانی
اِتِریانی (به گرجی: ეთერიანი) (به معنای "[افسانهٔ] اِتِری") یک افسانهٔ حماسی فولکوریک گرجی مربوط به سده‌های ۱۰ و ۱۱ میلادی است.
این افسانهٔ عاشقانه که مسلماً دارای اصل و منشأ گرجی است، سرگذشت «آبِسالُم» و «اِتِری» را روایت می‌کند. اِتِری، شخصیتی شبیه سیندرلا است، که نامادری بدخواه و شریری او را آزار می‌دهد.

## داستان
روزی ساحرهٔ مهربانی جامهٔ ابریشمین بر تن اتری می‌کند و او را به کلیسا می‌فرستد. در این جا اتری توجه شاهزاده‌ای به نام آبسالوم را به خود جلب می‌کند. هنگام بازگشت به خانه، یک لنگه از کفش اتری در جوی آب می‌افتد. آبسالوم آن را پیدا می‌کند و سرانجام موفق به یافتن اتری نیز می‌شود.
اما خوشبختی این دو عاشق، در نتیجهٔ اقدام یکی از ملازمان معتمد آبسالوم به نام مورمان، از بین می‌رود. شیطان به مورمان می‌آموزد که چگونه اتری را برای خود بفریبد. شیطان این کار را با پاشیدن دانه‌های ارزن بر روی این دختر انجام می‌دهد، زیرا دانه‌های ارزن تبدیل به کک و شپش می‌شود و تنها دست‌های مورمان است که می‌تواند آن‌ها را به‌طور موقت از آن دختر براند، آبسالوم افسرده و ناراحت، اتری را در آغوش مورمان رها می‌کند. آبسالوم پیوسته رنج می‌برد و پس از چندی به حالت مرگ می‌افتد و سرانجام مورمان را به جستجوی آب حیات می‌فرستد. مورمان آخرین شب را با اتری می‌گذراند و بامدادان که او را ترک می‌کند چنین می‌گوید: "ای شب که ما را فرا گرفته‌ای، به زودی به سپیده دم نزدیک مشو، مبادا عشق من پرواز کند، و بامداد، دیگر او را نبینم.
هنگامی که مورمان در دوردست است، آبسالوم آخرین نفس خود را می‌کشد و اتری با خنجر به زندگی خود پایان می‌دهد. هر دو عاشق ناکام را به خاک می‌سپارند. بر روی گور آنها درخت تاکی سر بر می‌آورد و در پایین گور آنها چشمه‌ای جاری می‌شود. از بدن آبسالوم یک غنچهٔ گل سرخ و از بدن اتری گل بنفشه‌ای سر می‌زند. مورمان پس از مدتی جستجو باز می‌گردد و برای خود گوری میان دو عاشق، حفر می‌کند و در آنجا خودکشی می‌کند. از آن به بعد، آب چشمه زهرآگین می‌شود و تاک به زردی می‌گراید و بوتهٔ خار وحشتناکی از بدن مورمان سربرمی آورد. هنگامی که گل بنفشه و گل سرخ می‌خواهند به هم بپیچند، بوتهٔ خار، شاخه‌ای بر می‌آورد و آن‌ها را از هم جدا می‌کند.